# Dekanija Šaleška dolina
Dekanija Šaleška dolina je bila rimskokatoliška dekanija Savinjsko-šaleškega naddekanata Škofije Celje. Ukinjena je bila 1. septembra 2021 ob reorganizaciji naddekanatov in dekanij, pri čemer je bila z Dekanijo Gornji Grad združena v novo Dekanijo Gornji Grad - Šaleška dolina.

## Župnije
1. Župnija Bele Vode
2. Župnija Gornja Ponikva
3. Župnija Šentjanž na Vinski Gori
4. Župnija Šoštanj
5. Župnija Št. Ilj pri Velenju
6. Župnija Velenje - Blaženi Anton Martin Slomšek
7. Župnija Velenje - Sv. Marija
8. Župnija Velenje - Sv. Martin
9. Župnija Zavodnje